# 학습 콘텐츠 관리 시스템
학습콘텐츠관리시스템(Learning Contents Management System, 간단히 LCMS)는 ICT 기반 학습환경에서  콘텐츠를 관리하는 시스템이다.

## 개요
LCMS는 콘텐츠를 학습객체(learning object) 단위로 개발, 저장, 관리하여 기 개발된 콘텐츠의 재사용성 및 학습자의 특성에 맞는 적응적인 콘텐츠를 제공하는 시스템이다. LMS가 학습자의 학습과정을 지원, 관리하는 기능을 수행하는 데 반해 LCMS는 LMS가 요청하는 내용을 전달하고 그에 따른 콘텐츠를 추출해 내는 전달기능과 콘텐츠를 체계적으로 관리하는 데 필요한 관리기능을 수행하는 시스템이라고 할 수 있다.
콘텐츠관리시스템 이라고도 한다.

## LMS와 비교
- LCMS는 주요관리 대상이 콘텐츠인 반면, LMS는 학습자의 학습을 지원하는 사람 중심의 관리시스템이다.
- LCMS는 표준화된 방법으로 콘텐츠 관리의 자동화를 지원하고, LMS는 사이버학습의 운영방향 및 기획의도에 따라 가변적으로 구축될 수 있는 웹사이트 성격의 시스템이다.
- LCMS는 중앙과 시도교육청이 공통적인 요소를 도출하여 중앙에서 개발한 후 공동으로 활용할 수 있으나, LMS는 사용하는 목적과 시스템 개발 예산 규모에 따라 개별적으로 시스템 구축을 추진해야 하는 특성이 있다.

## 같이 보기
- 학습관리시스템 (LMS)